# Lincoln Township (comté de Caldwell, Missouri)
Lincoln Township est un township du comté de Caldwell dans le Missouri, aux États-Unis,. En 2000, sa population s'élève à 471 habitants. Le township est fondé en 1869 et baptisé en référence à Abraham Lincoln,  16e président des États-Unis.